# Apenas uma Voz
Apenas uma Voz é o segundo álbum ao vivo e sétimo trabalho musical da cantora Léa Mendonça. Gravado no dia 6 de fevereiro de 2006, na igreja Assembléia de Deus em Jardim América, Rio de Janeiro e lançado em julho de 2006 pela gravadora MK Music.
O CD teve título provisório de Ungindo as Feridas. Posteriormente, a música que teria esse nome, passou a se chamar Apenas Uma Voz. 

## Faixas
1. Apenas Uma Voz (Léa Mendonça)
2. Eu e Minha Casa (Léa Mendonça)
3. Espírito de Poder (Léa Mendonça)
4. Eu Sou Abençoado (Léa Mendonça)
5. Ele Vai Tombar (Léa Mendonça)
6. Basta Apenas eu Tocar (Silvinho Figueiredo e Eliel Lopes)
7. Espirito de Deus (Léa Mendonça)
8. Dupla Honra (Rozeane Ribeiro)
9. Mais Que Vencedor (Ronaldo Martins)
10. Reina Senhor (Jr. Diga)
11. Derrama Tua Glória (Sérgio Paulo Mendonça)
12. Chora Enquanto Semeia (Léa Mendonça)
13. Escape ou Vitória (Léa Mendonça)
14. Quem é Esse Rei? (Léa Mendonça)

## Ficha Técnica
- Produção executiva: MK Music
- Produzido por Kleber Lucas
- Arranjos: Kleber Lucas, André Santos, Wallace Cardozo, Thiago Anthoni, Rogério dy Castro e Genésio de Souza
- Gravado no Studio KLC
- Técnicos de gravação: Geldson Eller e Everson Dias
- Assistente de gravação: Rafael Melo
- Mixagem: Val Martins
- Masterização: Val Martins no Studio KLC
- Teclados e programação: Genésio de Souza e Thiago Anthoni
- Guitarras e violões: André Santos
- Bateria: Wallace Cardozo
- Piano nas músicas 6, 11 e 13: Genésio de Souza
- Piano nas músicas 1, 2, 3, 5, 7, 8, 9 e 12: Thiago Anthoni
- Baixo: Rogério dy Castro
- Metais: Ângelo Torres
- Backing Vocal: Marquinhos Menezes, Lilian Azevedo, Joelma Bonfim, Josy Bonfim, Jairo Bonfim, Ítalo Santos, Jozyanne, Suellen Menezes e Wilian Nascimento
- Fotos: Sérgio Menezes
- Criação de capa: MK Music